# Hendrik Liebers
Hendrik Liebers (ur. 18 grudnia 1975 w Karl-Marx-Stadt, obecnie Chemnitz) – niemiecki piłkarz, wychowanek Chemnitzer FC, występujący na pozycji obrońcy (w swojej karierze grał również jako pomocnik).
W przeszłości był zawodnikiem: Bayer 04 Leverkusen, MSV Duisburg, SpVgg Unterhaching i Erzgebirge Aue.